# Lomatia hirsuta
Espèce
Statut de conservation UICN

 LC  : Préoccupation mineure
Classification phylogénétique
Lomatia hirsuta est une espèce de plantes à fleurs du genre Lomatia et de la famille des Proteaceae. C'est un arbre qui croît au Chili et en Argentine dans ce que l'on appelle la forêt pluviale valdivienne. Il a plusieurs noms vulgaires ou communs régionaux: Radal, Raral, Nogal del sur, Nogal silvestre, Ralral ou Radan. En français, on l'appelle Noyer sylvestre.
Le radal pousse dans des conditions fort variées, tant de sol que d'humidité, pouvant atteindre la hauteur de jusque 15 m, avec un tronc de 80 cm de diamètre. Il est recouvert d'une écorce gris clair.
Ses propriétés médicinales les plus importantes sont antiasthmatiques et antitussives.
Ses feuilles étaient utilisées comme purgatif, par les Mapuches, qui de plus se les appliquaient contre l'inflammation de la trachée, la bronchite et la toux.

## Tonponyme
Le nom vernaculaire Radal a été donné à la localité Cerro Radal, une colline voisine étant peuplée de l'espèce Lomatia hirsuta.